# Acanthurus blochii
Acanthurus blochii là một loài cá biển thuộc chi Acanthurus trong họ Cá đuôi gai. Loài cá này được mô tả lần đầu tiên vào năm 1835.

## Từ nguyên
Từ định danh blochii được đặt theo tên của Marcus Elieser Bloch, một nhà tự nhiên học người Đức gốc Do Thái, người đầu tiên phát hiện ra loài cá này nhưng lại xác định nhầm là Acanthurus nigricans.

## Phạm vi phân bố và môi trường sống
Từ bờ biển Đông Phi, A. blochii được phân bố trải dài về phía đông đến quần đảo Hawaii (Hoa Kỳ) và quần đảo Société (Polynésie thuộc Pháp), băng qua hầu hết các vùng biển thuộc khu vực Ấn Độ Dương - Thái Bình Dương, ngược lên phía bắc đến vùng biển phía nam Nhật Bản (gồm cả quần đảo Ryukyu và quần đảo Ogasawara), giới hạn phía nam trải dài đến rạn san hô Great Barrier và đảo Lord Howe (Úc).
Ở Việt Nam, A. blochii được ghi nhận tại cù lao Chàm (Quảng Nam) và vịnh Nha Trang (Khánh Hòa); đảo Lý Sơn (Quảng Ngãi); bờ biển Ninh Thuận và ngoài khơi Bình Thuận.
A. blochii sống gần các rạn san hô ở độ sâu khoảng từ 2 đến 50 m, đôi khi được nhìn thấy trong các thảm cỏ biển như ở quần đảo Ryukyu.

## Mô tả
Chiều dài cơ thể tối đa được ghi nhận ở A. blochii là 45 cm. Loài cá này có ngạnh sắc chĩa ra ở mỗi bên cuống đuôi, rãnh ngạnh có màu xanh đen.
Cơ thể hình bầu dục thuôn dài, màu xanh xám với những chấm nhỏ li ti màu vàng nâu tạo thành những vân sọc ở hai bên thân. Một vệt vàng cam ngay sau mắt. Vây lưng và vây hậu môn có dải viền màu xanh óng ở rìa, có các vệt sọc màu vàng cam. Vây đuôi lõm sâu tạo thành hình lưỡi liềm, ánh xanh và thường có dải trắng bao quanh gốc vây. Vây ngực màu nâu trơn.
Số gai ở vây lưng: 9; Số tia vây ở vây lưng: 25–27; Số gai ở vây hậu môn: 3; Số tia vây ở vây hậu môn: 24–25; Số tia vây ở vây ngực: 17; Số gai ở vây bụng: 1; Số tia vây ở vây bụng: 5; Số lược mang: 20–25.
A. blochii rất dễ xác định nhầm với Acanthurus mata, Acanthurus dussumieri và Acanthurus xanthopterus do có kiểu hình khá giống nhau. Nếu quan sát kỹ, A. blochii có thể được phân biệt với A. dussumieri nhờ vào kiểu hình vây đuôi (đuôi của A. dussumieri có nhiều đốm đen lớn) và với A. xanthopterus ở kiểu hình vây ngực (vây ngực của A. xanthopterus màu vàng); A. blochii không có màu vàng ở môi trên, và đuôi của A. blochii lõm sâu hơn so với A. mata.

## Sinh thái học
A. blochii bơi theo từng nhóm nhỏ, nhưng có thể hợp thành đàn lớn ở giữa đại dương. Thức ăn của chúng chủ yếu là các loài tảo trên nền cát, nhưng cũng có thể tiêu thụ cả vụn hữu cơ. Chúng cũng ăn cát để giúp nghiền các mảnh tảo trong dạ dày.
Tuổi thọ cao nhất được biết đến ở A. blochii là 35 năm tuổi.

## Đánh bắt
A. blochii là một trong những loài cá đuôi gai được nhắm mục tiêu đánh bắt ở nhiều nơi trong khu phân bố của chúng. Cá con được nuôi làm cá cảnh với giá bán trực tuyến dao động từ 30 đến gần 100 USD một con.